# Pachyteria fasciata
Pachyteria fasciata là một loài bọ cánh cứng trong họ Cerambycidae.